# أبيسيلنيك
أبيسيلنيك (بالإنجليزية: Apicilnic)‏ في ميثولوجيا هنود شمال أمريكا هم عرق من «الناس الصغار» الذين يعتبر حضورهم نذير خطر. اشتهروا بأنهم يخطفون الأطفال. ويشبهون «الجن» عند الأوروبيين.

## معرض صور

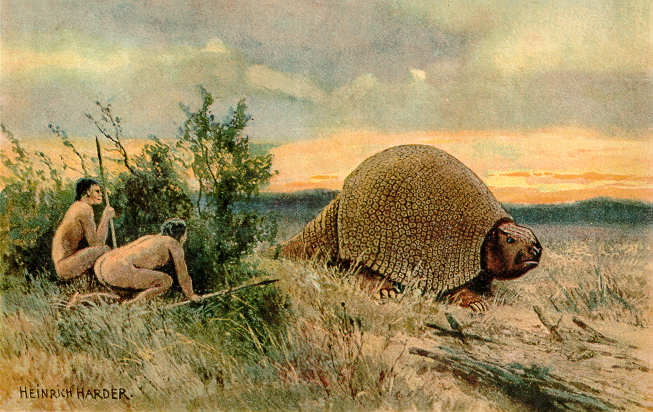
رسم توضيحي للسكان الأصليين وهم يصطادون غليبتودون.
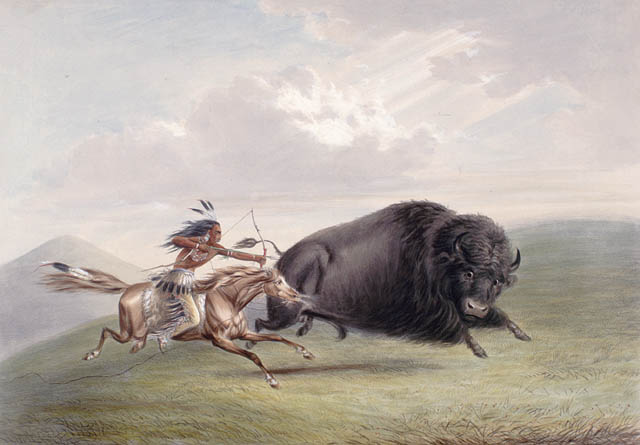
مطاردة البيسون يصورها جورج كاتلين.
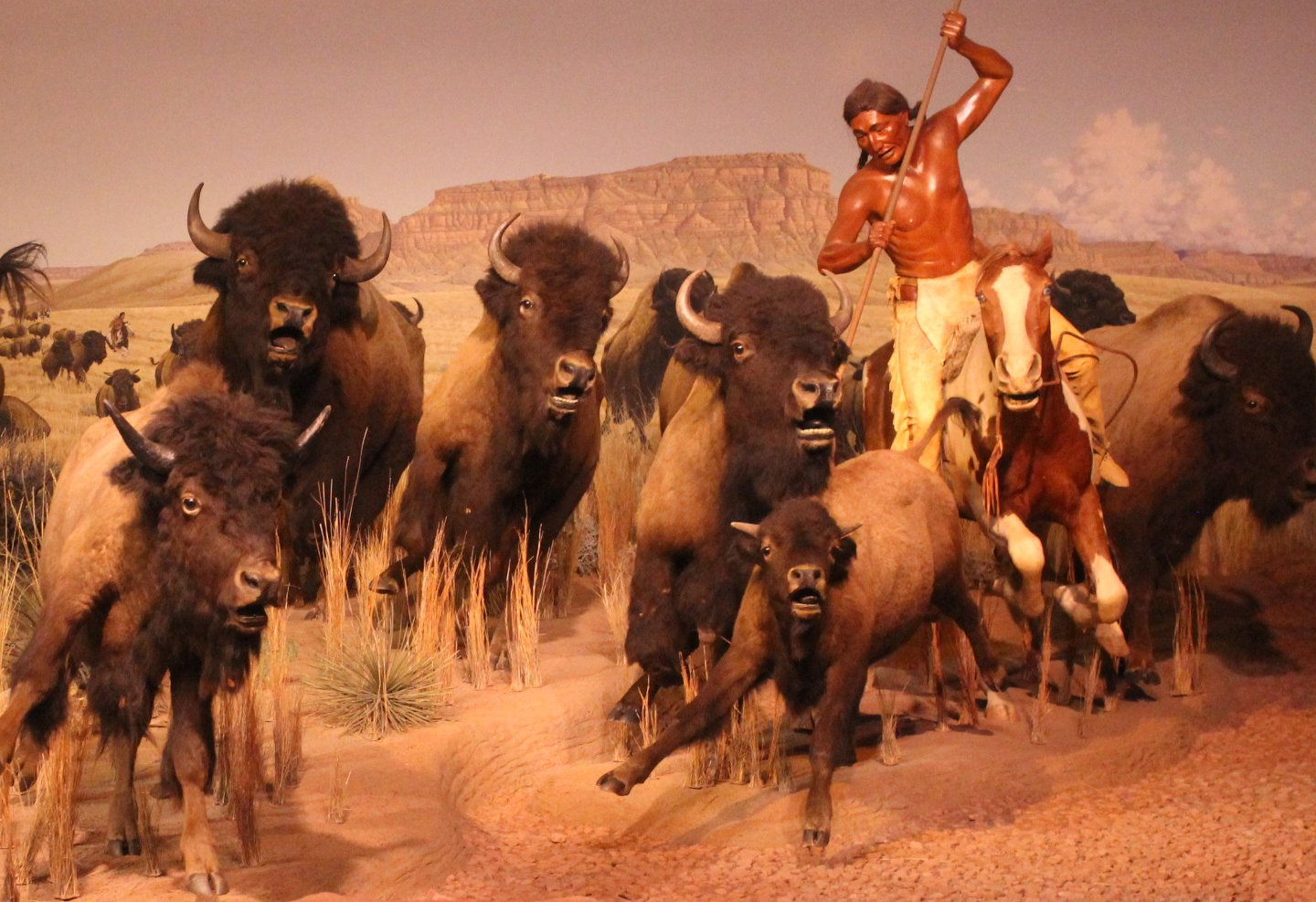
مطاردة حيوان البيسون من قبل أحد السكان الأصليين.
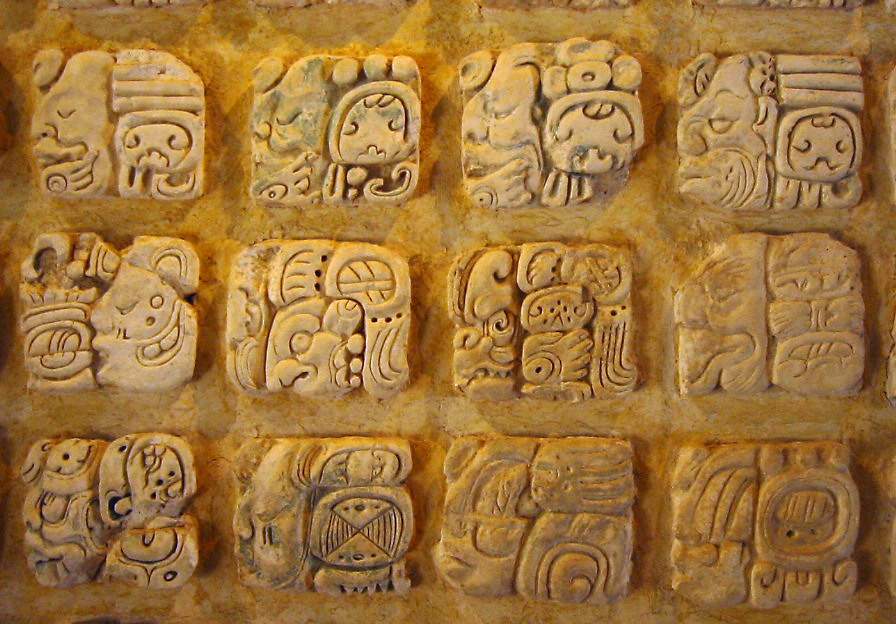
صورعلى الجص من المايا في متحف Sitio في بالينكو، المكسيك.
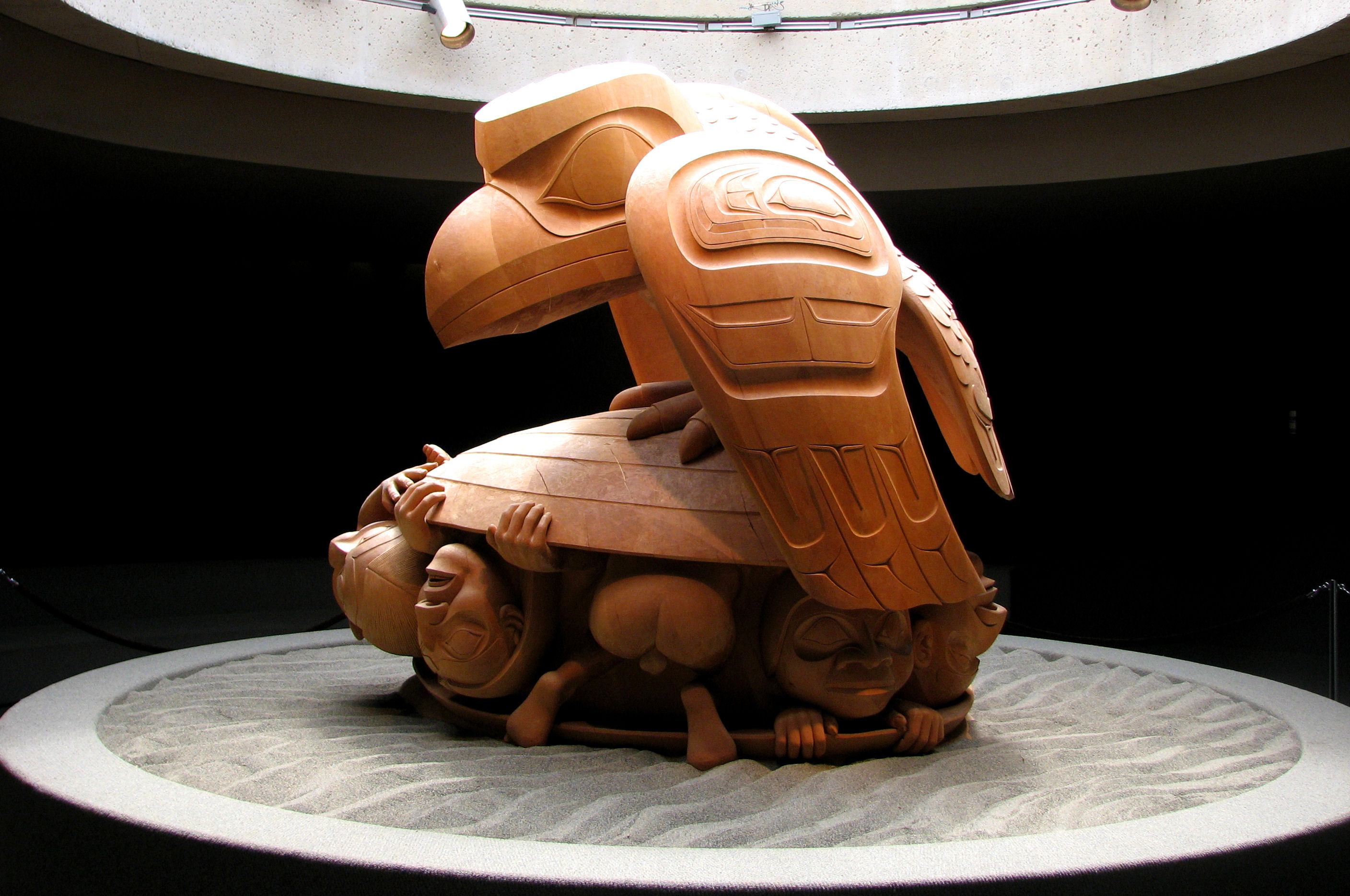
الغراب والرجل الأول. يمثل الغراب شخصية المحتال المشترك في العديد من الأساطير.